# Wollok

Wollok es un lenguaje de programación y entorno de desarrollo integrado (IDE) pensado para ser utilizado en el dictado de materias iniciales de programación orientada a objetos. Su campo de aplicación incluye el nivel medio y superior ya que permite agregar detalles y conceptos de forma incremental, programando desde el primer día.
Es un desarrollo de Código abierto y actualmente se aloja en Github (ver sección Implementaciones) .

## Propuesta didáctica
La propuesta didáctica de Wollok propone comenzar con los conceptos de objeto, método y mensaje y trabajarlos por un tiempo (semanas) antes de mencionar otros conceptos como las clases.

## Historia
Wollok y su propuesta pedagógica se fueron desarrollando desde hace años por docentes de diversas universidades en Argentina. Originalmente dichos docentes desarrollaron una herramienta para Dolphin Smalltalk denominada "Object Browser", luego reescrita y mejorada para Pharo, allí renombrada "Ozono".

## Implementaciones
Existen dos implementaciones del lenguaje Wollok. La más utilizada, que es la propuesta por la página oficial, está basada en Eclipse, utilizando Xtext. Gracias al poder de estas herramientas, el IDE ofrece validaciones conceptuales y quickfixes útiles para el aprendizaje de la POO. El código está disponible en la plataforma Github.
La segunda implementación, también en desarrollo actualmente, es web based y está realizada en TypeScript. El código está disponible en la plataforma Github